# Mammillaria duoformis
Mammillaria duoformis (biznaga de cáliz rojo) es una especie endémica de biznaga perteneciente a la familia Cactaceae que se distribuye en Morelos, Puebla y Oaxaca en México. La palabra duoformis proviene del latín que significa “dos formas” en referencias a la forma de sus cuatro espinas centrales, tres de ellas rectas y una en forma de gancho.

## Descripción
Tiene tallos simples y rara vez ramificados, hasta 13 cm de alto y 4 cm de ancho, corto-cilíndricos, sus tubérculos de 5 mm de largo son cónicos y color verde oscuro, las areolas de 1 mm de largo son ovadas. Tiene cerca de 24 espinas radiales de aproximadamente 6 mm de largo, aciculares, rectas y de color blanco o amarillo claro, con 4 espinas céntrales de 2 cm de largo, 3 de ellas son rectas y una uncinata o ganchuda, de color pardo-claro a oscuro. La flor de aproximadamente 2 cm de largo es campanulada de tonos verdes en la base y rojos oscuro, rosado o amarillo en el ápice. El fruto de 2 cm de largo y 0.5 cm de ancho es claviforme rojo con tono anaranjado. La semilla de 1 mm de largo tiene la testa pardo clara. La floración ocurre entre los meses de abril y mayo, mientras que la fructificación a finales de mayo.
No se tiene conocimiento del uso que hace la población local de esta especie.

## Distribución
Endémica de los estados de Morelos, Puebla y Oaxaca en México.

## Hábitat
Habita en vegetación densa, en bosques tropicales caducifolios y pastizales secundarios. En elevaciones de 1000 a 2400 m s. n. m.

## Estado de conservación
No existe suficiente información de la ecología de las poblaciones de la especie para determinar su estado de conservación, no obstante, la Norma Oficial Mexicana 059- SEMARNAT-2010 determina que la especie se encuentra sujeta a protección especial. La degradación del hábitat puede ser su principal amenaza.